# Stichopus herrmanni
Stichopus herrmanni е вид морска краставица от семейство Stichopodidae. Видът е уязвим и сериозно застрашен от изчезване.

## Разпространение и местообитание
Разпространен е в Австралия, Американска Самоа, Бангладеш, Вануату, Виетнам, Джибути, Йемен, Индия, Индонезия, Иран, Камбоджа, Кения, Китай, Коморски острови, Мавриций, Майот, Малайзия, Мианмар, Мозамбик, Нова Каледония, Оман, Пакистан, Папуа Нова Гвинея, Провинции в КНР, Реюнион, Самоа, САЩ (Хавайски острови), Сейшели, Сингапур, Соломонови острови, Сомалия, Тайван, Тайланд, Танзания, Тонга, Фиджи, Филипини и Шри Ланка.
Обитава пясъчните дъна на океани, морета, лагуни и рифове. Среща се на дълбочина от 1,5 до 2 m, при температура на водата около 24,2 °C и соленост 35,1 ‰.

## Описание
Популацията на вида е намаляваща.